# ARID3A
La proteína ARID3A ("dominio de interacción rico en AT de la proteína 3A", del inglés "AT-rich interactive domain-containing protein 3A") es una proteína humana codificada por el gen arid3A. Este gen codifica un miembro de la familia de proteínas de unión a ADN ARID (dominios de interacción en zonas ricas en AT). Se ha podido determinar por homología con el gen dead ringer de Drosophila, que su papel es crucial en el proceso de embriogénesis. Otros miembros de la familia ARID tienen papeles en el patrón de expresión embriogénica, en la regulación génica de los diversos tipos celulares, en el control del ciclo celular, en la regulación transcripcional y posiblemente también en la modificación de la estructura de la cromatina.

## Interacciones
La proteína ARID3A ha demostrado ser capaz de interaccionar con E2F1 y con la tirosín quinasa de Bruton.